# Mnichowo (województwo warmińsko-mazurskie)
Mnichowo (niem. Groß Mönsdorf) – wieś w Polsce położona w województwie warmińsko-mazurskim, w powiecie kętrzyńskim, w gminie Reszel przy drodze wojewódzkiej nr 593.
Michowo jest wsią sołecką. Do sołectwa Mnichowo w roku 1973 należały miejscowości: Biel (PGR), Czarnowiec (PGR), Grodzki Młyn, Mnichowo i Mnichówko (PGR i osada nie istnieje).

## Historia
Wieś została założona w 1368 roku. Wówczas miała nazwę Hohenborn. W XVIII wieku wieś nazywana była Műnchsdorf, a pod koniec tego wieku Groß Mönsdorf po wydzieleniu folwarku Klein Mönsdorf. W XIX wieku nazwę miejscowości zapisywano jako Groß Műnchsdorf.
W latach 1954–1957 wieś należała i była siedzibą władz gromady Mnichowo, po jej zniesieniu w gromadzie Reszel. W latach 1975–1998 miejscowość administracyjnie należała do województwa olsztyńskiego.